# Larm över prärien
Larm över prärien (originaltitel: She Wore a Yellow Ribbon, i Finland: Det gula bandet) är en amerikansk westernfilm från 1949 i regi av John Ford och med John Wayne i huvudrollen. Filmen är den andra i Fords kavalleritrilogi, även bestående av Indianöverfallet vid Fort Apache (1948) och Rio Grande (1950). Manuset baserades på novellerna The Big Hunt och War Party av James Warner Bellah. Filmen belönades med en Oscar i kategorin bästa foto.

## Handling
Den åldrade kavallerikaptenen Nathan Cutting Brittles (John Wayne) försöker innan sin pension förhindra ett nytt indiankrig samt eskortera sin befälhavares fru och systerdotter, Abby Allshard (Mildred Natwick) och Olivia Dandridge (Joanne Dru), till säkerhet. Olivia uppvaktas under tiden av två unga kavallerister.

## Medverkande

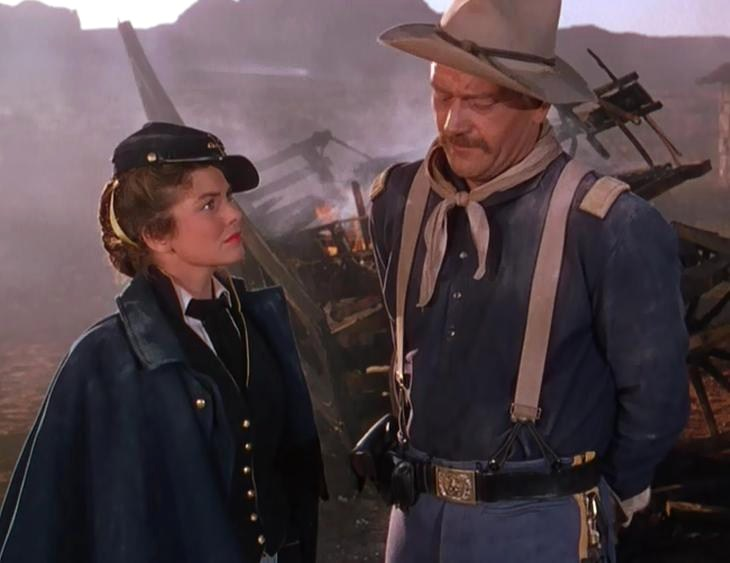
Joanne Dru och John Wayne

| John Wayne      | – kapten Nathan Cutting Brittles                               |
| Joanne Dru      | – Olivia Dandridge                                             |
| John Agar       | – förste löjtnant Flint Cohill                                 |
| Ben Johnson     | – sergeant Tyree                                               |
| Harry Carey Jr. | – andre löjtnant Ross Pennell                                  |
| Victor McLaglen | – sergeant Quincannon                                          |
| Mildred Natwick | – fru Abby Allshard, Olivias moster, kallad Old Iron Pants     |
| George O'Brien  | – major Mack Allshard, Abbys make, befälhavare vid Fort Starke |
| Arthur Shields  | – doktor O'Laughlin, arméläkaren                               |
| Michael Dugan   | – sergeant Hochbauer                                           |
| Chief Big Tree  | – Pony-That-Walks, indianhövding                               |
| Fred Graham     | – sergeant Hench                                               |
| Chief Sky Eagle | – Chief Sky Eagle                                              |
| Tom Tyler       | – korpral Mike Quayne, sårad, ledare för Paradise River Patrol |
| Noble Johnson   | – Red Shirt, indianhövding                                     |